# Декайед
Декайе́д или Дех-э-Кайе́д (перс. دهقايد‎) — небольшой город на юге Ирана, в провинции Бушир. Входит в состав шахрестана  Дештестан. На 2006 год население составляло 6 271 человек.

## География
Город находится в северной части Бушира, на равнине Гермсир, между побережьем Персидского залива и хребтами юго-западного Загроса, на высоте 61 метра над уровнем моря.
Декайед расположен на расстоянии приблизительно 48 километров к северо-востоку от Бушира, административного центра провинции и на расстоянии 700 километров к югу от Тегерана, столицы страны.